# Friuli-Wenecja Julijska
Friuli-Wenecja Julijska (wł. Friuli-Venezia Giulia, friulski Friûl-Vignesie Julie, słoweń. Furlanija-Julijska krajina) – autonomiczny region administracyjny w północnych Włoszech o powierzchni 7 856,48 km², zamieszkały przez 1,2 miliona osób, w którego skład wchodzą 2 obszary autonomiczne: Friuli i Wenecja Julijska. Utworzony 31 stycznia 1963. Jeden z pięciu regionów autonomicznych we Włoszech. Od zachodu graniczy z Wenecją Euganejską, od północy z Austrią, a od wschodu ze Słowenią. Główne miasta: Triest, Udine, Pordenone i Gorycja.
Znaczną część mieszkańców stanowią mniejszości etniczne: Friulowie – około 600 000 oraz Słoweńcy – około 60 000, a język friulski posiada podobny status do języka włoskiego – języka oficjalnego. W prowincjach: Udine, Pordenone oraz Gorycja jest on nauczany w szkołach.
Prezydentem regionu jest Massimiliano Fedriga (LN).

## Podział administracyjny

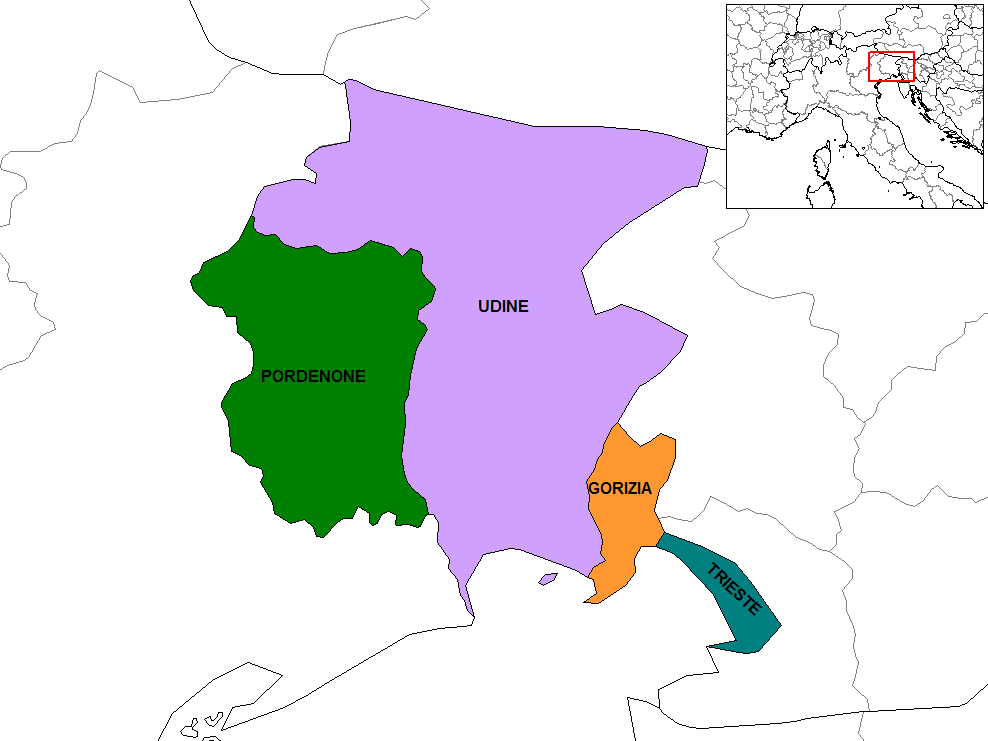
Prowincje
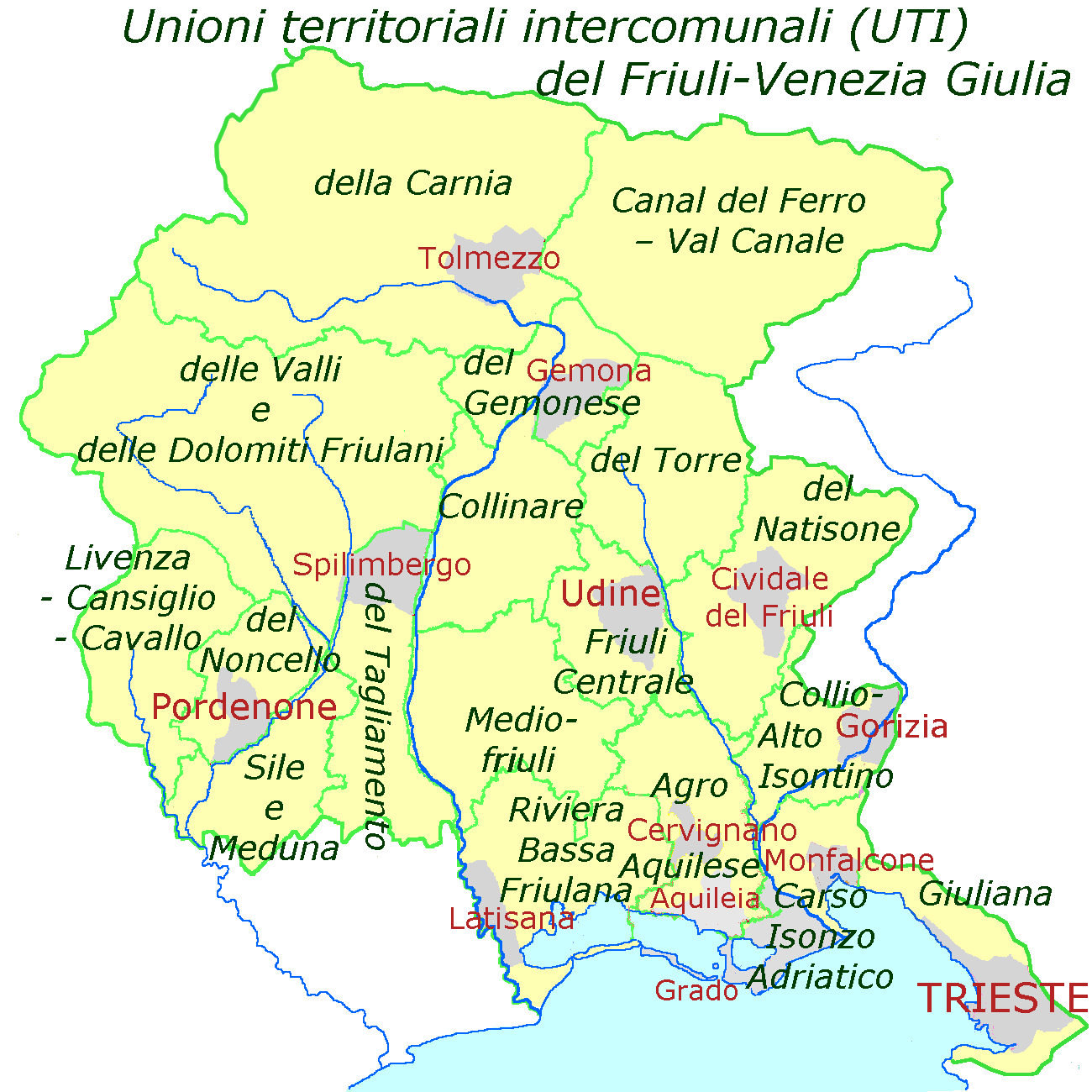
Związki międzygminne istniejące od stycznia 2018

W skład regionu wchodziły 4 prowincje:
- prowincja Gorycja (zlikwidowana w 2017)
- prowincja Pordenone (zlikwidowana w 2017)
- prowincja Triest (zlikwidowana w 2017)
- prowincja Udine (zlikwidowana w 2018).

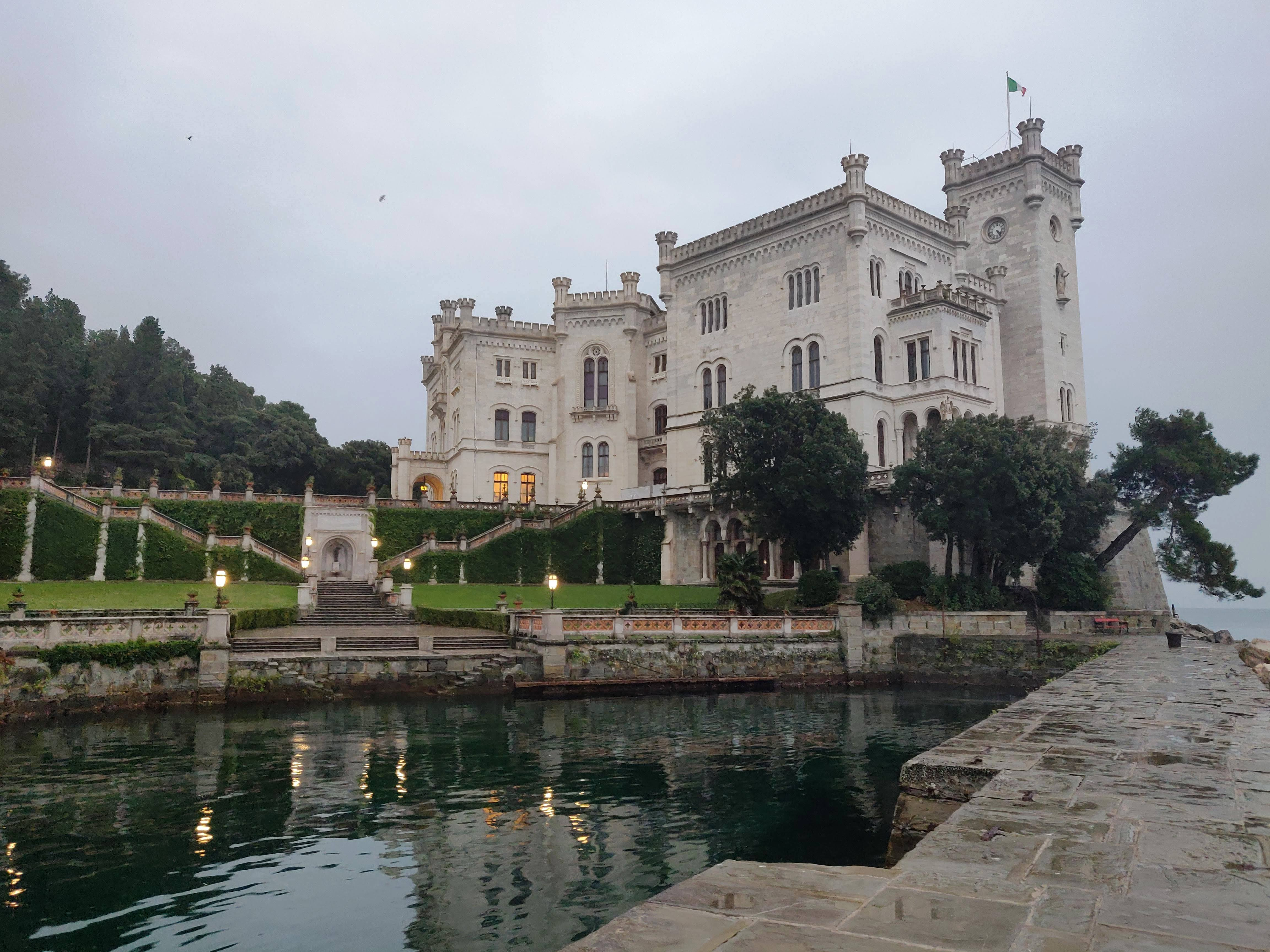
Triest, zamek Miramare

## Warunki naturalne
Północną część zajmują Alpy Wschodnie oraz ich przedgórza. Najwyższym szczytem jest Coglians osiągający 2780 m n.p.m. Południową część prowincji zajmuje Nizina Wenecka. W regionie przepływają liczne rzeki m.in. Tagliamento, Sirilla, Isonzo, Livenza i Fella.
Klimat umiarkowany wilgotny. Średnia temperatura w styczniu +3 °C, w lipcu +23 °C.

## Gospodarka
Gospodarka regionu oparta jest na rolnictwie i przemyśle. Rozwinięty jest przemysł przetwórczy, a zwłaszcza: stoczniowy (Triest, Monfalcone), włókienniczy (Udine, Gorycja), rafineryjny (Triest), fotooptyczny, zegarmistrzowski, maszynowy, metalowy, chemiczny, obuwniczy i spożywczy. Rozwinięte jest także rolnictwo. Uprawia się kukurydzę, winorośl, tytoń i warzywa. Ponadto sadownictwo i hodowla bydła. Główne porty morskie to Triest i Monfalcone. 
Znacznym źródłem dochodów jest również turystyka.

## Historia
W II w. p.n.e. była to prowincja rzymska Forum Iulii. W 452 zniszczona przez Hunów. W VI w. longobardzkie księstwo, następnie marchia. W 1077  król niemiecki Henryk IV oddał zachodnią (wenecką) część Friuli patriarchom akwilejskim, część wschodnią otrzymali hrabiowie Gorycji, a od 1500 – Habsburgowie. W 1420 Wenecja zdobyła zachodnią część Friuli. W 1797 i od 1815 cała Friuli była pod władzą Austrii. W 1866 część wenecka (Udine) przypadła Włochom, 1919 – część gorycka. W latach 1947–1954 istniało Wolne Terytorium Triestu. W 1954 Jugosławia otrzymała wschodnią (gorycką) część Friuli, zamieszkaną przez Słoweńców.
Typowym tańcem friulańskim jest forlana, zwana także furlaną. Szybka i skoczna, przypomina nieco tarantelę.